# Zimmer 483

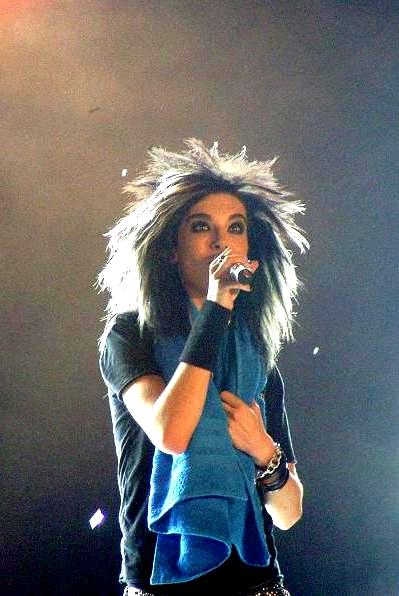
Bill Kaulitz; de zanger van Tokio Hotel

Zimmer 483 is een muziekalbum van Tokio Hotel. Het album is in 2007 uitgekomen. Er is ook een Engelstalig album uitgekomen genaamd Room 483, dat een mix is van nummers van het Duitse album 'Schrei' en 'Zimmer 483', vertaald naar het Engels.

## Live in Europe
De Zimmer 483 Live in Europe DVD van Tokio Hotel is de tweede live DVD van de populaire Duitse band Tokio Hotel. Deze DVD is opgenomen in de Konig Pilsener Arena in Oberhausen. Ze spelen 18 nummers van de CD Zimmer 483. Ook spelen ze een aantal 'oude' nummers van de CD 'Schrei!'.

## Nummers
| Nr.    | Titel                        | Duur  |
| ------ | ---------------------------- | ----- |
| 1      | Übers Ende der Welt          | 3:33  |
| 2      | Totgeliebt                   | 3:42  |
| 3      | Spring Nicht                 | 4:09  |
| 4      | Heilig                       | 4:03  |
| 5      | Wo Sind Eure Hände           | 3:37  |
| 6      | Stich Ins Glück              | 4:04  |
| 7      | Ich Brech Aus                | 3:24  |
| 8      | Reden                        | 3:13  |
| 9      | Nach Dir Kommt Nichts        | 3:14  |
| 10     | Wir Sterben Niemals Aus      | 2:59  |
| 11     | Vergessene Kinder            | 4:34  |
| 12     | An Deiner Seite (Ich Bin Da) | 4:22  |
| Totaal |                              | 44:54 |